# Yuka Koyama
Yuka Koyama (小山 裕香?, Koyama Yuka; Hiroshima, 9 febbraio 1968) è una doppiatrice giapponese. Lavora per Aoni Production.

## Doppiaggio

### Anime
- Azumanga daiō (Eiko)
- Bastard!! (Tiara Nort Yoko)
- Golden Boy (Yuka Kanzaki)
- Le situazioni di Lui & Lei (Miyako Miyazawa - Souichirou Arima (giovane))
- Magical Girl Pretty Sammy (Keiko)
- Marmalade Boy (Jinny Golding)
- Najica Blitz Tactics (Serina)
- One Piece (Sadi-Chan)
- Pale Cocoon (Yoko Yamaguchi)
- Tenchi muyō! (Mitsuki)

### Videogiochi
- Armored Core: Nexus (Additional voices)
- Dead or Alive 2 (Helena Douglas, Lauren)
- Dead or Alive 3 (Helena Douglas)
- Dead or Alive Xtreme Beach Volleyball (Helena Douglas, Niki)
- Dead or Alive 4 (Helena Douglas)
- Dead or Alive Xtreme 2 (Helena Douglas, Niki)
- Dead or Alive Paradise (Helena Douglas, Niki)
- Dead or Alive: Dimensions (Helena Douglas, Lauren)
- Dead or Alive 5 (Helena Douglas)
- Dead or Alive Xtreme 3 (Helena Douglas)
- Dead or Alive 6 (Helena Douglas)
- Double Dragon (Marian)
- Mega Man X: Command Mission (Ferham)
- Shadow Hearts: Covenant (Lucia)
- Tenchi muyō! Game-hen (Kusumi)